# Ганзел, Джон
Джон Хенри Ганзел (англ. John Henry Ganzel; 7 апреля 1874, Каламазу, Мичиган — 14 января 1959, Орландо, Флорида) — американский бейсболист и тренер. Выступал на позиции игрока первой базы в составе ряда клубов Главной лиги бейсбола. Автор первого хоум-рана в истории франшизы «Нью-Йорк Янкис». В 1908 году был играющим главным тренером клуба «Цинциннати Редс».

## Биография
Джон Ганзел родился 7 апреля 1874 года в Каламазу в штате Мичиган. Представитель бейсбольной семьи: его старший брат Чарли играл кэтчером в составе ряда клубов Главной лиги бейсбола, племянник Бейб в 1920-х годах играл за «Вашингтон Сенаторз».
Карьеру Ганзел начал в 1894 году в составе команды из деревни Порт-Блейкли, ныне входящей в состав Острова Бейнбридж. Он был лучшим отбивающим Лиги Пьюджет-Саунд. В 1897 году он перешёл в команду из Гранд-Рапидса, выступавшую в Западной лиге. Годом позже он получил приглашение от клуба Главной лиги бейсбола «Питтсбург Пайрэтс». Сначала Ганзел отклонил его, но затем передумал, поддавшись на уговоры тренера команды Билла Уоткинса, посулившего ему должность капитана. Это звание Ганзел так и не получил. Он сыграл за «Питтсбург» в пятнадцати матчах, а затем был переведён в фарм-команду.
В 1900 году права на Ганзела перешли к «Чикаго Орфанс». Он сыграл за команду в 78 матчах регулярного чемпионата, заработав 29 ранов. После окончания сезона его обменяли в «Нью-Йорк Джайентс» на Джека Дойла. В 1901 году Ганзел стал лучшим первым базовым Национальной лиги по игре в защите, но отбивал с показателем всего 21,5 % и был возвращён в младшие лиги.
Вернуться в Главную лигу бейсбола ему удалось в 1903 году в составе «Нью-Йорк Хайлендерс». Ганзел провёл там два сезона, войдя в историю как автор первого хоум-рана в истории клуба. Затем он выкупил свой контракт и вернулся в Гранд-Рапидс, где два сезона выступал за команду Центральной лиги. Последнее возвращение Ганзела на высший уровень состоялось в составе «Цинциннати Редс». В 1907 году он стал лидером Национальной лиги по числу выбитых триплов, а годом позже — лучшим первым базовым по игре в защите. В 1908 году он был играющим главным тренером «Редс».
В 1909 году Ганзел покинул Главную лигу бейсбола, заняв пост играющего главного тренера команды «Рочестер Бронкос». С контрактом на 7 тысяч долларов в год он был самым высокооплачиваемым игроком Восточной лиги. Его тренерская карьера длилась более пятидесяти лет. Помимо клубов различных младших лиг, в 1915 году Ганзел возглавлял «Бруклин Тип-Топс» из Федеральной лиги.
Джон Ганзел скончался 14 января 1959 года в результате сердечного приступа в возрасте 84 лет.